# Kartena
Kartena je městečko na západě Litvy v seniorátu Kartena v okrese Kretinga, (Klaipėdský kraj), v Žemaitsku na Žemaitijské vysočině, 15 km na východ od Kretingy, v záhybu řeky Minija na terase pravého břehu.
Kartenou prochází mezinárodní silnice   Šiauliai–Palanga. Asi 6 km východně leží Kartenské civilní letiště. V Karteně se do Minije vlévá řeka Alantas.
Dekretem prezidenta Litvy získalo město v roce 1999 právo používat znak.

## Místopis
Městečko je na území jedné z nejpohlednějších rezervací Žemaitska Salantský regionální park (lit. Salantų regioninis parkas). Panoráma, které se otvírá od břehu řeky Minije s oblibou ve svých dílech zachycují malíři. Nedaleko od Karteny je rašeliniště, využívané pro těžbu rašeliny.